# Alexander Olbricht

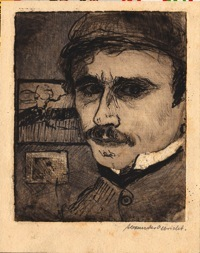
Selbstporträt von Alexander Olbricht (vor 1920)

Alexander Gustav Georg Olbricht (* 6. Juni 1876 in Breslau; † 11. November 1942 in Weimar) war ein Weimarer Maler und der Vater von Peter Olbricht. Sein Werk umfasst rund 2000 Grafiken, Radierungen, Scherenschnitte, Ölgemälde usw.

## Leben
Alexander Olbricht kam als zweites der vier Kinder des Landschaftsmalers und Restaurators am Breslauer Museum Gustav Olbricht (1851–1892) und dessen Ehefrau Martha, geborene Durin, auf die Welt. 1892, mit 16 Jahren, trat er als Lehrling in das Breslauer Geschäft „P. Strunk. Kunstmaterialienmagazin“ ein. Nach dem Tod seines Vaters im gleichen Jahr beendete er die Lehre und begann ein Studium an der Kunstakademie Breslau unter anderem bei Carl Ernst Morgenstern.
1899 kam Olbricht nach Weimar und studierte dort in der Landschaftsklasse des Malers Theodor Hagen an der Großherzoglich-Sächsischen Kunstschule Weimar. In Weimar begegnete er 1902 Marcus Behmer, mit dem ihn von da an eine tiefe Freundschaft verband. 1904 heiratete er die aus Mecklenburg stammende Margarethe Thurow (1882–1972), die seit 1902 ebenfalls an der Weimarer Kunstschule studierte. Das Paar lebte zunächst in einer Wohnung, bis es 1907 in ein eigenes Haus mit Atelier, Druckwerkstatt und großem Garten zog.
1908 entstanden die großformatigen Radierungen Der große Nachbargarten, Der kleine Nachbargarten sowie die Landschaftsserie Am Schweriner See, 1909 zwanzig kleinformatige Radierungen mit Landschaftsmotiven von Weimar und Umgebung. Im gleichen Jahr wurde der Sohn Peter (1909–2001) geboren, 1911 die Tochter Charlotte (1911–1994). Nach Ausbruch des Ersten Weltkrieges wurde Olbricht 1914 eingezogen und verrichtete, auf Grund seiner körperlichen Gebrechlichkeit nur vorübergehend, Burschendienste bei einem Offizier in Weimar.
Die 1921 offiziell eröffnete Weimarer Kunstschule berief Olbricht als Professor. Einer seiner Schüler war der spätere Landschaftsmaler Fritz Lattke. 1935 wurde Olbricht aus politischen Gründen trotz Unkündbarkeit als 59-Jähriger aus dem Lehramt entlassen. Depressionen und Stagnation der Schaffenskraft waren die Folge. Dennoch vollendete er 1939 seinen letzten großen Zyklus Der erste Schnee. Alexander Olbricht war (wie Marcus Behmer auch) ordentliches Mitglied im Deutschen Künstlerbund, der von den Nationalsozialisten Ende 1936 aufgelöst und verboten wurde.
Am 11. November 1942 erlag Alexander Olbricht im Alter von 66 Jahren einem Schlaganfall. Er wurde auf dem Oberweimarer Friedhof beerdigt. In Weimar wurde eine Straße nach Alexander Olbricht benannt. Die Alexander-Olbricht-Straße befindet sich in der Südstadt. Sein Atelier wurde im Stadtmuseum Weimar (Bertuchhaus) rekonstruiert. und sein Wohnhaus in der Merketalstraße 23 mit einer Gedenktafel versehen.

## Werk
Alexander Olbrichts Werk ist geprägt durch einen zumeist klaren, sensiblen und bescheidenen Stil. Zu seinen Motiven gehörten vor allem Wege, Zäune, Blumen, Blätter, Äste, Mühlen, Boote, Gärten, Stege, Bahnübergänge.
Olbricht war vor allem von Mecklenburg angezogen, der Heimat seiner Frau, wohin ihn zahlreiche Reisen führten und wo er sich immer wieder für längere Zeit aufhielt. Häufig stellte er die zwischen Elbe und Ostsee gelegenen Landschaftsstriche in seinen Werken dar.
Nach seiner Hochzeit (1904) trat die Ölmalerei zugunsten von zeichnerischen und druckgrafischen Arbeiten immer mehr in den Hintergrund. Die erste Serie kleinformatiger Landschaften in Wasserfarbe zeigt zum Teil Weimarer Landschaften, zum Teil aber auch Fantasielandschaften. Im Jahr 1906 folgte eine Serie farbiger Landschaften aus Schlesien. Während einer Reise durch Mecklenburg entstanden im Sommer unzählige Bilder. Außerdem entstanden die großformatigen Radierungen Der kleine Nachbargarten, Der große Nachbargarten und die Serie Am Schweriner See und zwanzig kleinformatige Radierungen mit Landschaftsmotiven aus Weimar und Umgebung. Erwähnenswert sind auch eine Folge von Pflanzensilhouetten in schwarzer Tusche (1913), eine während des Krieges gestaltete Reihe von Holzschnitten mit Pflanzen- und Blütenmotiven, von denen einige 1920 als Illustrationen zu Andersens Märchen Garten des Paradieses und andere 1922 in der Anthologie Stille Musik veröffentlicht wurden und zahlreiche Faltscherenschnitte. 1918 bildete er mit Bleistift und Wasserfarbe viele Mecklenburger Landschaften ab.
Ab 1922 entstanden besonders zahlreiche ornamental-abstrakte Phantasien, meist als Serie mit kleinen handkolorierten Landschaften. Im Jahr darauf erschien im Weimarer Reiher-Verlag die Ausgabe Dreißig Radierungen. Diese nummerierte Ausgabe in fünfzig Exemplaren wurde vom Künstler selbst gedruckt, koloriert und signiert. Die Einbände in Saffianleder fertigte Otto Dorfner in Weimar.
Während einer Reise mit Sohn Peter entstand die Aquarell-Serie Elblandschaften (1929). Sein letztes und bedeutendstes Werk vollendete Olbricht mit den siebenunddreißig aquarellierten Zeichnungen Der erste Schnee (1939).
Die Herzogin Anna Amalia Bibliothek erwarb 88 Bücher aus Alexander Olbrichts Nachlass.
2021 vermachten die Enkelinnen von Alexander Olbricht seinen künstlerischen Nachlass, bestehend aus über 11.000 Objekten, der Klassik Stiftung Weimar
Im Museum of Modern Art in New York ist er mit zwei Dekorativen Kompositionen vertreten. Das Los Angeles County Museum of Art hält eine Radierung von ihm in seinem Bestand.

## Ausstellungen (Auswahl)
- 1905 – Alexander Olbricht, Marcus Behmer (Zeichnungen, Radierungen, Holzschnitte), Kunstverein Jena
- 1913 – Alexander Olbricht (Aquarelle, Zeichnungen, Radierungen, Holzschnitte), Erfurter Kunstverein
- 1933 – Alexander Olbricht (Aquarelle, Grafik, Zeichnungen), Erfurter Kunstverein
- 1936 – Alexander Olbricht, Erfurter Kunstverein
- 1942 – Alexander Olbricht, Breslau [in der Slg. Olbricht]
- 1943 – Alexander Olbricht – Gedächtnisausstellung (Grafik und Aquarelle), Erfurter Kunstverein
- 1992 – Alexander Olbricht in Mecklenburg 1908 – 1918 – 1927, Staatliches Museum Schwerin
- 2000 – Alexander Olbricht – Ein Künstler der Stille, Schlossmuseum Weimar, Kabinettausstellung[10]
- 2010 – Leise Superlative – Alexander Olbricht und Marcus Behmer, Stadtmuseum Weimar, Bertuchhaus
- 2010 – Leise Superlative – Alexander Olbricht und Marcus Behmer, Schiller-Museum Weimar